# Distretto di Dhalai
Il distretto di Dhalai è un distretto del Tripura, in India, di 307 417 abitanti. Il suo capoluogo è Ambassa.